# Lídia Pereira
Ana Lídia Pereira (ur. 26 lipca 1991 w Coimbrze) – portugalska polityk, ekonomistka i działaczka młodzieżowa, przewodnicząca organizacji YEPP (młodzieżówki Europejskiej Partii Ludowej), posłanka do Parlamentu Europejskiego IX i X kadencji.

## Życiorys
Absolwentka ekonomii na Uniwersytecie w Coimbrze, magisterium uzyskała w Kolegium Europejskim w Brugii. Odbyła staż w Europejskim Banku Inwestycyjnym, później podjęła pracę jako konsultantka w sektorze finansowym, zatrudniona m.in. w dużych przedsiębiorstwach audytorskich.
Zaangażowała się w działalność polityczną w ramach JSD, organizacji młodzieżowej Partii Socjaldemokratycznej. W 2016 powołana na jej sekretarza do spraw międzynarodowych. W 2017 objęła funkcję wiceprzewodniczącej YEPP, młodzieżówki afiliowanej przy Europejskiej Partii Ludowej. W 2018 została wybrana na przewodniczącą tej organizacji, stając się pierwszą kobietą na tym stanowisku.
W 2019 otrzymała drugie miejsce na liście kandydatów PSD do Europarlamentu w zaplanowanych na maj tegoż roku wyborach, w wyniku których uzyskała mandat eurodeputowanej IX kadencji. W 2024 z powodzeniem ubiegała się o reelekcję.